# Ямча

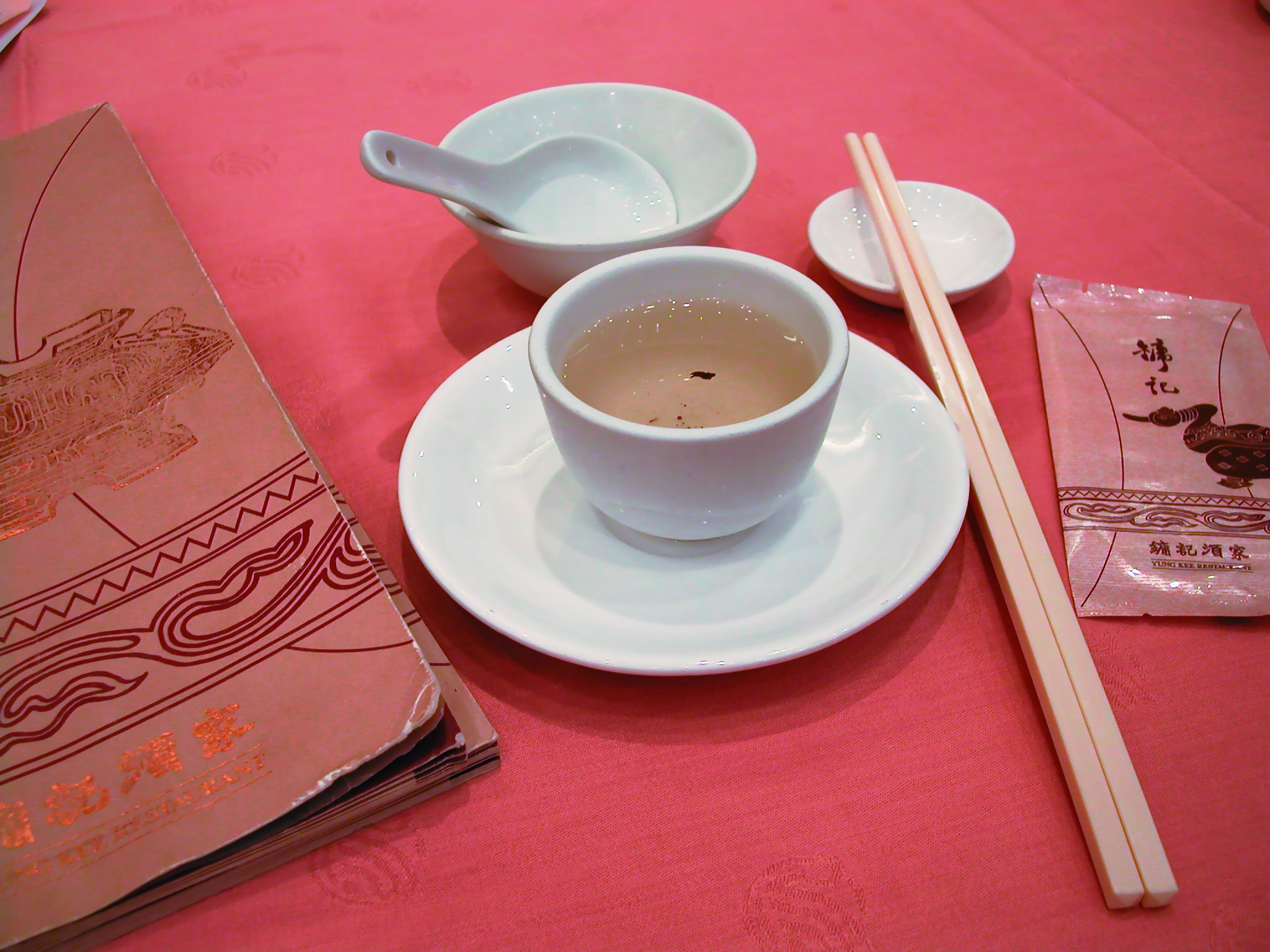
Приборы для гонконгского чаепития

Ямча́ (иер. трад. 飲茶, упр. 饮茶, ютпхин: jam2 caa4, йель: yam2 cha4, кант.-рус.: ямчха, пиньинь: yǐnchá, палл.: иньча, буквально: «чаепитие») — разновидность китайской чайной культуры, принятая в южных областях Китая. В Гуандуне, Гонконге и Макао распространена традиция чаепития по утрам, перед началом рабочего дня. При этом чай принято пить вприкуску с ассорти из различных закусок, которое называется димсам.
В старину для чаепития жители Южного Китая уединялись в чаёвнях. В настоящее время их место заняли оживлённые димсамовые ресторанчики. Особенно ревностно блюдут ритуал «ямча» пенсионеры. Нередко чаепитию предшествует комплекс упражнений тайцзицюань.
Для традиции гонконгского чаепития свойственны некоторые условности. Так, если клиент хочет дать знать официанту о том, что заварка в чайнике подошла к концу, он просто снимает его крышку и кладёт её на скатерть рядом с чайником.
В знак благодарности за розлив чая по чашкам принято постучать тремя (или двумя) пальцами по столу. Этот обычай называется коутоу пальцами. Рассказывают, что его ввёл в употребление император Цяньлун, который, путешествуя по Поднебесной инкогнито, лично разливал чай по чашкам своих спутников. Когда переодетые чиновники, польщённые такой небывалой услужливостью, хотели пасть ему в ноги (коутоу), он попросил их всего лишь постучать тремя согнутыми в фалангах пальцами по столу.